# Martin Doležal (labdarúgó, 1990)
Martin Doležal (Valašské Meziříčí, 1990. május 3. –) cseh válogatott labdarúgó, a lengyel Zagłębie Lubin csatárja.

## Pályafutása

### Klubcsapatokban
Doležal a csehországi Valašské Meziříčí községben született. Az ifjúsági pályafutását a Rajnochovice és a Bystřice pod Hostýnem csapatában kezdte, majd 2004-ben a Sigma Olomouc akadémiájánál folytatta.
2009-ben mutatkozott be a Sigma Olomouc első osztályban szereplő felnőtt keretében. 2009 és 2012 között a Fotbal Třinec és a Zbrojovka Brno csapatát erősítette kölcsönben. 2014-ben a Jablonechez igazolt. 2022. január 10-én 2½ éves szerződést kötött a lengyel első osztályban érdekelt Zagłębie Lubin együttesével. Először a 2022. február 4-ei, Legia Warszawa ellen 3–1-re elvesztett mérkőzés 74. percében, Karol Podliński cseréjeként lépett pályára. Első két gólját 2022. február 18-án, a Wisła Płock ellen hazai pályán 3–1-re megnyert találkozón szerezte meg.

### A válogatottban
Doležal az U19-es korosztályú válogatottban is képviselte Csehországot.
2018-ban debütált a felnőtt válogatottban. Először a 2018. november 15-ei, Lengyelország ellen 1–0-ra megnyert barátságos mérkőzés 77. percében, Patrik Schicket váltva lépett pályára.

## Statisztikák
2022. szeptember 18. szerint
| Klub           | Szezon   | Osztály     | Bajnokság | Bajnokság | Kupa és Ligakupa | Kupa és Ligakupa | Nemzetközi | Nemzetközi | Összesen | Összesen |
| Klub           | Szezon   | Osztály     | Meccs     | Gól       | Meccs            | Gól              | Meccs      | Gól        | Meccs    | Gól      |
| -------------- | -------- | ----------- | --------- | --------- | ---------------- | ---------------- | ---------- | ---------- | -------- | -------- |
| Jablonec       | 2013–14  | 1. Liga     | 10        | 1         | 2                | 0                | —          | —          | 12       | 1        |
| Jablonec       | 2014–15  | 1. Liga     | 28        | 7         | 6                | 3                | —          | —          | 34       | 10       |
| Jablonec       | 2015–16  | 1. Liga     | 26        | 5         | 7                | 6                | 4          | 0          | 37       | 11       |
| Jablonec       | 2016–17  | 1. Liga     | 21        | 8         | 1                | 1                | —          | —          | 22       | 9        |
| Jablonec       | 2017–18  | 1. Liga     | 30        | 7         | 5                | 1                | —          | —          | 35       | 8        |
| Jablonec       | 2018–19  | 1. Liga     | 29        | 15        | 1                | 0                | 4          | 1          | 34       | 16       |
| Jablonec       | 2019–20  | 1. Liga     | 33        | 10        | 3                | 1                | 2          | 1          | 38       | 12       |
| Jablonec       | 2020–21  | 1. Liga     | 31        | 14        | 2                | 0                | 1          | 0          | 34       | 14       |
| Jablonec       | 2021–22  | 1. Liga     | 17        | 2         | 1                | 1                | 9          | 1          | 27       | 4        |
| Jablonec       | Összesen | Összesen    | 225       | 69        | 28               | 13               | 20         | 3          | 273      | 85       |
| Zagłębie Lubin | 2021–22  | Ekstraklasa | 15        | 4         | 0                | 0                | —          | —          | 15       | 4        |
| Zagłębie Lubin | 2022–23  | Ekstraklasa | 8         | 2         | 1                | 0                | —          | —          | 9        | 2        |
| Zagłębie Lubin | Összesen | Összesen    | 23        | 6         | 1                | 0                | 0          | 0          | 24       | 6        |
| Összesen       | Összesen | Összesen    | 248       | 75        | 29               | 13               | 20         | 3          | 297      | 91       |

### A válogatottban
| Válogatott | Év       | Pályára lépés | Gól |
| ---------- | -------- | ------------- | --- |
| Csehország | 2018     | 2             | 0   |
| Csehország | 2019     | 3             | 0   |
| Csehország | 2021     | 1             | 0   |
| Összesen   | Összesen | 6             | 0   |

## Sikerei, díjai
Sigma Olomouc
- Cseh Kupa
  - Döntős (1): 2010–11

- Cseh Szuperkupa
  - Győztes (1): 2012

Jablonec
- Cseh Kupa
  - Döntős (3): 2014–15, 2015–16, 2017–18

## Fordítás
Ez a szócikk részben vagy egészben  a   Martin Doležal (footballer, born 1990) című angol Wikipédia-szócikk fordításán alapul.  Az eredeti cikk szerkesztőit annak laptörténete sorolja fel. Ez a jelzés csupán a megfogalmazás eredetét és a szerzői jogokat jelzi, nem szolgál a cikkben szereplő információk forrásmegjelöléseként.